# Михайловский сад
Миха́йловский сад — один из самых известных и благоустроенных парков Санкт-Петербурга. Находится в самом центре города. С южной стороны Михайловский сад примыкает к Михайловскому дворцу (главное здание Русского музея), зданиям Этнографического музея и Корпуса Бенуа. С западной стороны территория парка ограничена Садовой улицей, с северной — рекой Мойкой, а с восточной — каналом Грибоедова. У северо-западной части Михайловского сада располагается храм Спаса на Крови. Михайловский сад находится под управлением Государственного Русского музея.

## История создания
В то время, когда вся приневская земля принадлежала шведам, эта территория называлась Перузина. Рекреационный статус этого участка был определён самим Петром I. Михайловский сад возник в одно время с Летним садом и в начале XVIII века звался Третьим летним; тем самым его отличали от двух первых садов, принадлежавших царю. С 1712 здесь стали строить резиденцию для супруги Петра — Екатерины I.
Изначально участок простирался гораздо дальше современных границ: от Мойки до Невского проспекта и от Фонтанки до канала Грибоедова. Перед любым строительством необходимо было осушить территорию. С этой целью соединили глухую Мью с Кривушей узким каналом, тем самым одновременно отделив резиденцию Екатерины от Первого и Второго летних садов. Вдоль берегов Мойки и Фонтанки был «променад», иначе говоря дорога для прогулок. Она завершалась наплавным мостиком Через Мойку к Первому и Второму летним садам.
На месте нынешнего павильона Росси построили небольшой Екатерининский дворец. Здание с золотым шпилем с фонариком фигурирует в исторических хрониках под названием «Золотых хором». Архитектурное решение было типично для всех первых построек в Петербурге, однако имя зодчего не сохранилось. Интерьеры отличались роскошью, контрастируя с простой планировкой сада, характерной для московских усадеб с их садами и огородами. Тут были яблоневые и прочие плодовые деревья, стояли оранжереи и теплицы, где садовник Эклибэн выращивал бананы и ананасы. К хозяйственным постройкам — амбарам, конюшням, домам для садовников, винотекам — вели аллеи в виде зелёных коридоров.
Камер-юнкер Берхгольц из свиты приехавшего в Петербург герцога Голштинского записал 11 июля 1721 года в своём дневнике:

Сад разведён недавно, и поэтому в нём ничего нет, кроме довольно больших фруктовых деревьев. Здесь же вырыты пять рядом расположенных прудов для содержания живой рыбы, привозимой к царскому двору.

С воцарением Анны Иоановны Третий летний сад подвергся кардинальной перестройке. Сперва на место нынешней Мариинской больницы перенесли «овощной огород», а на высвободившихся значительных площадях для страстно любящей охоту императрицы разбили «ягд-гартен» — сад для гоньбы и стреляния оленей, кабанов, зайцев, а также галереи для охотников и каменные стенки для предупреждения залёта пуль и дроби.
Остальную часть устроили по тогдашней моде в регулярном стиле. Работы по «императрицыному саду» вёл Франческо Бартоломео Растрелли. Крестообразные аллеи, клумбы, цветники, мраморные статуи и стриженые деревья превратили усадьбу в итальянский или французский парк. Пространство оживлялось декоративными павильонами и беседками с мраморными полами. В самом центре сада поместили качели и горки для катания в любой сезон. Кроме того, вокруг одного из деревьев поставили вертящиеся скамейки, а в его кроне для панорамного обозрения сада соорудили беседку, куда поднимались по винтовой лестнице.
В то же самое время наряду с увеселительным характером сад сохранял и практическую направленность. Так, в 1745 году в нём соорудили императорскую баню, или, как её тогда называли, мыльню. К ней от «ягд-гартена» вела запутанная зелёная аллея-лабиринт. О своём творении Растрелли записал:

На берегу Мойки в новом саду я построил большое здание бань с круглым салоном и фонтаном в несколько струй, с парадными комнатами для отдыха.

Анна Иоановна заказала Растрелли для себя Летний дворец и приказала строить «с крайним поспшанием». Однако его заложили лишь 24 июля 1741 года, уже при правительнице Анне Леопольдовне. Деревянный барочный дворец, богато украшенный резьбой и скульптурой, стоял ровно на месте нынешнего Инженерного замка. Парадная аллея от Невской першпективы к дворцу заканчивалась у ворот с золочёной кованной решёткой, за которой располагалась площадь, образованная дворцовыми корпусами. Во внутренних двориках были миниатюрные сады. Главный фасад выходил на петровский Летний сад. Площадь перед ним украшал большой фонтан с позолоченными барельефами и вазами, вокруг бассейна стояла мраморная скульптура. В этом дворце праздновали подписание мира с Пруссией после Семилетней войны, здесь же Екатерину II приветствовали после восшествия на престол.
В феврале 1796 года новый император Павел I приказал снести старый дворец «за ветхостью» и на его месте возвести новый. Проект дворца был разработан архитектором В. И. Баженовым по поручению императора Павла I, желавшего сделать его своей главной резиденцией. Был заложен 26 февраля (9 марта) 1797 года. Строительством руководил архитектор В. Бренна. 8 (21) ноября 1800 года, в день святого Архангела Михаила, Михайловский замок был торжественно освящён, но работы по его внутреннему убранству ещё продолжались до марта 1801 года.
Ландшафт сада значительно изменился. Два искусственных канала — Воскресенский и Церковный (ныне засыпанные) — соединялись с Мойкой и Фонтанкой, делали замок неприступным. Попасть в него можно было только через три подъёмных моста. Перед главным фасадом появился Коннетабль — площадь для высших сановников, — служивший плацем для парадов. Тут же установили памятник Петру I работы Бартоломео Карло Растрелли. При Павле I Третий летний сад служил местом прогулок царской фамилии. У императора была привычка каждое утро проезжать по парку верхом, любуясь его симметрией. Однако вскоре после убийства Павла 11 марта (23 марта) 1801 царская семья покинула замок. В 1823 году его передали Главному инженерному училищу.
В 1907 году часть Михайловского сада застроили Спасом на Крови и новой трассой набережной канала Грибоедова, которая его обогнула. Сад в этом месте получил ограду авторства архитектора А. А. Парланда, спроектировавшего и сам собор. Ограда стала частью ансамбля храма.
В 1920-х годах при строительстве через сад трамвайных путей (ныне эта прорезка называется Царицынским проездом) секции ограды переставили — завернули вдоль рельсов.
Предположительно в 1990-х годах исчезли две секции юго-восточнее Спаса на Крови. Взамен установили временную решетку. Начало реставрационных работ по их восстановлению могло состояться в 2024 году, однако по состоянию на конец марта 2025 года они так и не начались.

## Современные события
В 2000 году была проведена полная инвентаризация сада, которая показала, что он находится в критическом состоянии. В связи с этим в 2001 году началась полная реконструкция Михайловского сада.
После реконструкции сад стал местом проведения ежегодных летних фестивалей «Императорские сады России», где представляются оригинальные идеи в области ландшафтного дизайна и смежных сфер. Не только фестиваль 2014 г., тематически ориентированный на Англию, но и предыдущие (так как сад — английского, пейзажного типа) проходили при участии членов британской королевской семьи, родственных российскому императорскому дому Романовых, — принца Майкла Кентского и его супруги. В 2014 г. на фестивале были представлены работы как профессионалов ландшафтного дизайна, озеленения и декоративно-прикладного искусства, так и садоводов-любителей, а также детей-инвалидов из дома-интерната № 4 г. Павловска, которые под руководством преподавателя расписывали работы по фарфору морской тематики и детей — инвалидов по зрению из петербургской школы имени К. К. Грота, создавших декоративные рельефные текстильные композиции с цветочными мотивами.

## Достопримечательности
- Павильон Росси (Михайловский сад)